# Kirkjubøargarður

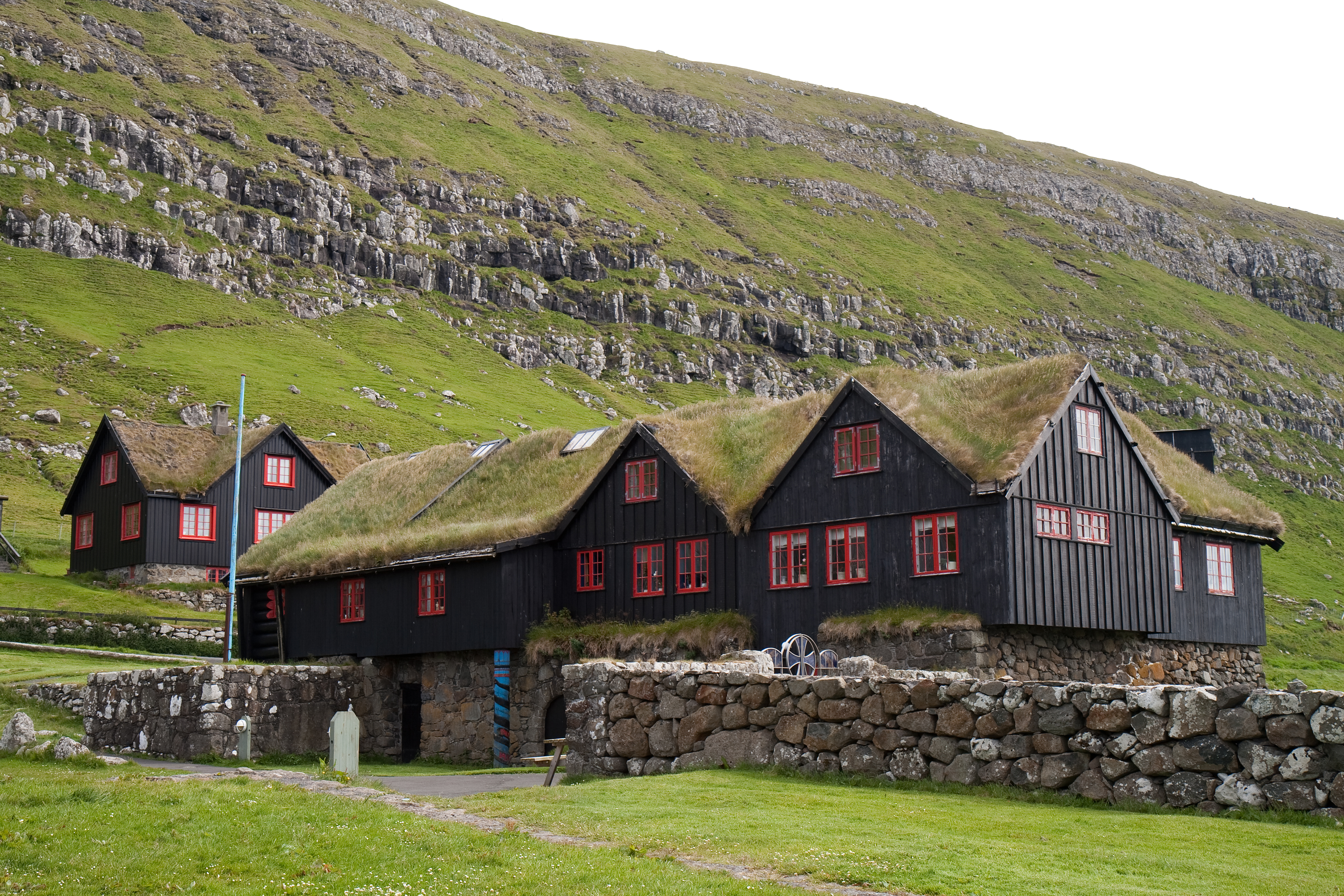
Het huis Kirkjubøargarður

Kirkjubøargarður, ook bekend als Roykstovan, is een huis in het dorp Kirkjubøur op het hoofdeiland Streymoy van de Faeröer. Het huis stamt uit het begin van de 12e eeuw en is sinds die tijd bewoond, waarmee het mogelijk het oudste continu bewoonde houten huis ter wereld is. Het is bovendien altijd de grootste boerderij van de Faeröer geweest. Sinds 1550 woont de familie Patursson in het huis, dat ook voor een deel in gebruik is als museum. Overdag zijn enkele kamers van het huis toegankelijk voor het publiek, tegen betaling van een entreeprijs: men kan onder andere de eetkamer met het traditionele meubilair bezoeken en een kleine tentoonstellingsruimte.
Een aantal historische personen hebben in het huis gewoond, onder wie Sverre van Noorwegen die eind 12e eeuw koning was van Noorwegen, en bisschop Erlendur, die de naastgelegen Magnuskathedraal bouwde en de Schapenwet schreef, het oudste document in het Faeröers.